# Sangue oculto nas fezes
Sangue oculto nas fezes é o termo dado à presença de sangue que não é visível nas fezes. Testes convencionais buscam por hemo, novos testes, por globina, nas fezes.